# Prinzen Rolle

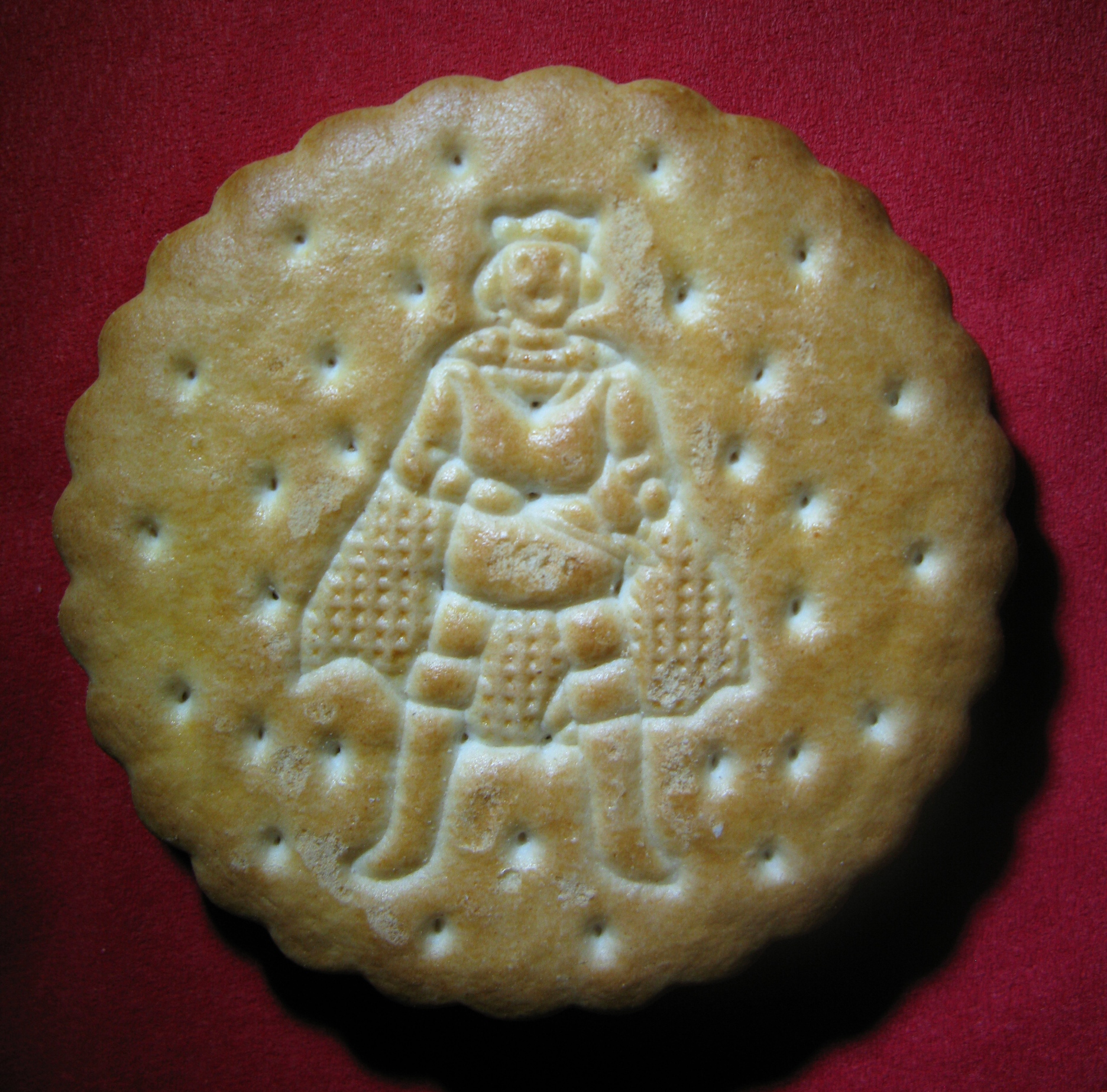
Design des Prinzen-Rolle-Doppelkekses (2013)

Die Prinzen Rolle ist ein mit Kakaocreme gefüllter Doppelkeks, welcher von Griesson – de Beukelaer hergestellt wird. Der Keks besteht aus zwei runden Keksen, zwischen denen eine Schicht Kakaocreme eingefasst ist. Die Prinzen Rolle zählt aufgrund der beiden fest gebackenen Weizenkekse zu den Dauerbackwaren. Ursprünglich von de Beukelaer, wird die Prinzen Rolle seit der Fusion mit Griesson weiterhin unter dieser Marke vertrieben.

## Geschichte
Die Geschichte der Prinzen Rolle geht nach Eigenaussagen des Herstellers bis in das 19. Jahrhundert zurück. Ursprünglich stammt der Keks aus Belgien, wo er von Bäckermeister Edouard de Beukelaer erfunden worden sein soll.
De Beukelaer stellte schon seit den 1850er Jahren in seiner Bäckerei Kekse her und hatte sein Handwerk in England und Antwerpen gelernt. Aus dieser Ausbildungszeit brachte er auch das Wissen um die Herstellung trockener und haltbarer Kekse mit, wie sie in dieser Art in Belgien bis dahin nicht bekannt waren. Dort galten Kekse und Kuchen damals noch als teure und wenig haltbare Produkte, die sich die breite Bevölkerung nur selten leisten konnte.
Nach seiner Rückkehr aus England forschte de Beukelaer an eigenen Keksrezepten. Er verwendete eine aus England mitgebrachte halbautomatische Keksmaschine, die erste Maschine dieser Art auf dem europäischen Festland. Mit dieser Maschine als Grundlage gründete er 1870 schließlich auch die erste größere Keksfabrik in Belgien und entwickelte den Doppelkeks. Der ursprüngliche Name der Prinzen Rolle war das französische „le petit prince fourré“ (Gefülltes Prinzchen), angeblich zu Ehren des belgischen Kronprinzen Leopold II. (1835–1909).
Der auf dem Keks auf beiden Seiten abgebildete Prinz hat sich im Laufe der Zeit von einem anfangs eher traditionellen Bild eines jungen Prinzen, mit Federhut und Keks in der Hand, zu einem „jungen“ und „dynamischeren“ Abbild eines Prinzen verändert. Der wappenähnliche Aufdruck gilt für den Hersteller als „Gütesiegel“ für den Doppelkeks.
1955 baute der Sohn des Keksherstellers de Beukelaer eine Zweigstelle in Kempen am Niederrhein als „flämische Keksfabrik E. de Beukelaer“ und führte damit die Tradition fort. Über 60.000 Tonnen an Süßgebäck wurden jährlich in dem Werk von de Beukelaer hergestellt, welches bis zur Schließung des Werks Ende 2020 die längsten Öfen Europas zur Keksherstellung besaß.
1969 baute Griesson aus Kobern-Gondorf ein weiteres Werk in Polch in Rheinland-Pfalz. Es wurde von Heinz Gries gegründet, der zwei Jahre zuvor das Management des Unternehmens übernommen hatte. Im Jahre 1979 verlegte das Unternehmen Griesson den Verwaltungshauptsitz von Kobern in das Werk Polch.
Im Jahr 1999 fusionierte Griesson mit der General Biscuit Company Deutschland und Österreich zur Griesson – de Beukelaer GmbH & Co. KG. Zunächst war auch der französische Nahrungsmittelhersteller Danone am Unternehmen mit 40 % beteiligt. Seit 2007 ist der Konzern in der Gebäckherstellung wieder komplett in Familienhand.
Seit dem April 2011 ist der Eigentümer der Marke Prinzen Rolle die Kraft Foods Group, heute Mondelēz International. Griesson – de Beukelaer besitzt das Lizenzrecht der Marke.

## Herstellung
Der Doppelkeks wurde in Deutschland von Griesson – de Beukelaer bis November 2020 im Werk Kempen hergestellt. Die Produktion wurde zuvor schrittweise in das Werk Kahla in Thüringen verlagert. Auch das belgische Stammhaus de Beukelaer, das mittlerweile von Mondelēz International übernommen wurde, produziert weiterhin einen Doppelkeks unter dem Label LU Prince. LU beliefert nicht direkt den deutschen und österreichischen Markt, kommt aber indirekt über Milka-Produkte mit Keks in diesen Absatzraum. Milka (auch Mondelēz International) vertreibt einen Doppelkeks unter dem Namen Milka Choco Pause.
Seit 2009 verzichtet Griesson – de Beukelaer bei der Prinzen Rolle auf die Zugabe gehärteter Fette und künstlicher Aromen. Die Zeitschrift Öko-Test zeichnete das Produkt im Jahr 2011 mit der Gesamtnote „Gut“ aus. Seit Juli 2012 setzt das Unternehmen außerdem für alle Markenprodukte, darunter auch alle Varianten der Prinzen Rolle, ausschließlich Kakao mit UTZ-Zertifikat für nachhaltige Produktion ein.
Seit Ende 2024 werden in Deutschland vom Hersteller verschiedene Varianten der Prinzen Rolle, darunter auch die klassische Kakao-Variante, mit veränderter veganer Rezeptur hergestellt.

## Sorten

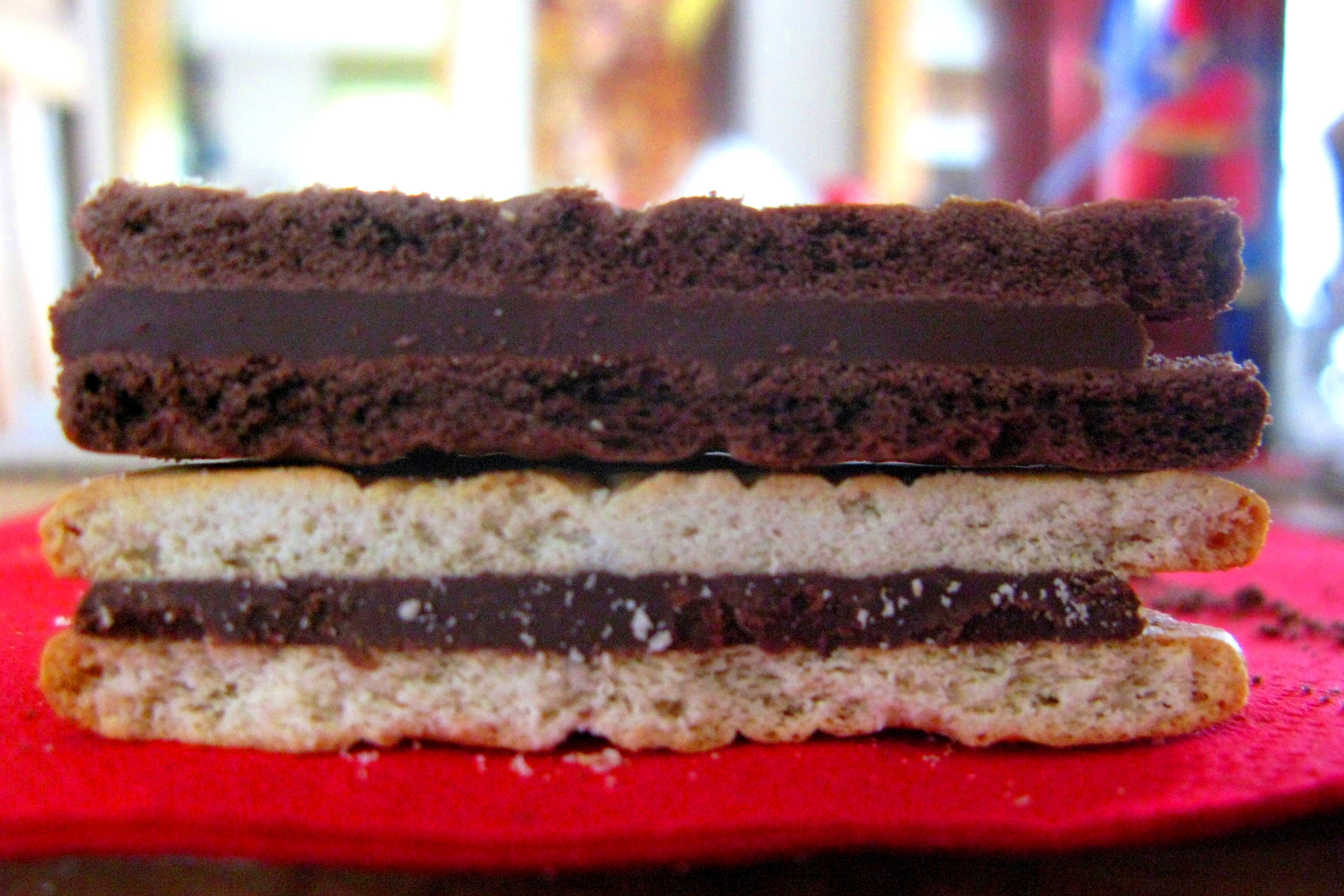
Prinzen Rolle Choco Duo & Prinzen Rolle Original

Neben der traditionellen Sorte mit Weizenkeks und Kakaocremefüllung (Schoko) werden weitere Sorten vertrieben: Choco Duo, Vollkorn, Haselnuss, Minis, Cremys (Nuss-Nougat Creme, Choc & Milk, Spekulatius).
Gelegentlich bringt Griesson – de Beukelaer weitere Varianten auf den Markt, die nur zeitlich begrenzt verfügbar sind und dadurch zu Impulskäufen anregen und Umsatzsteigerungen herbeiführen sollen:
- Weißer Kokostraum: dunkle Kekse mit heller Füllung mit Kokosnuss im Sommer 2012; eine sogenannte „Fanrolle“ (Verbraucher sollten auf Facebook an der Produktentwicklung partizipieren können)[15]
- Erdbeer-Milchcreme: „Sommeredition“ 2014 und 2016[16]
- Feine Caramel Creme: zum 60-jährigen Jubiläum des Produktes, 2015[17]

## Werbung
Für die Prinzen Rolle wurde erstmals 1955 geworben. Schon damals wurde sie über das Fernsehen bekannt gemacht. Seit 2007 trat der damalige deutsche Fußballnationalspieler Lukas Podolski als Werbegesicht für den Schokodoppelkeks auf. Um den Keks für das junge Publikum attraktiver zu machen, bedient sich der Konzern unter anderem sozialer Netzwerke wie Facebook.
Im „Food Hotel“ in Neuwied, das seine Zimmer im Supermarkt-Ambiente ausstattet, gibt es ein „Prinzen Rolle-Zimmer“. Hier befinden sich neben Tischen mit Ablagefläche in Doppelkeks-Optik auch Kissen in Form der Keksverpackung und Plakate, die die Prinzen Rolle abbilden.